# Les Amateurs (film, 1995)
Pour les articles homonymes, voir Les Amateurs (homonymie) et Palookaville (homonymie).
Pour plus de détails, voir Fiche technique et Distribution.
Les Amateurs (Palookaville en version originale) est une comédie policière réalisée par Alan Taylor en 1995, écrite par David Epstein et librement adaptée de trois nouvelles d'Italo Calvino.
On y suit les errements d'un trio de cambrioleurs et leur famille dysfonctionnelle, avec William Forsythe, Lisa Gay Hamilton, Vincent Gallo, Adam Trese et Frances McDormand.

## Synopsis
Malgré l'échec dans leur tentative de cambrioler une bijouterie, Sid, Russ et Jerry restent convaincus qu'ils peuvent trouver "un plan" pour améliorer leur quotidien avec de l'argent facile, et décident de voler un camion blindé. Tandis qu'ils préparent leur coup, leurs relations avec leur entourage vacillent.

## Fiche technique
- Titre : Les Amateurs
- Titre original : Palookaville
- Réalisation : Alan Taylor
- Scénario : David Epstein
- Musique : Rachel Portman
- Photographie : John Thomas
- Montage : David Leonard
- Production : Uberto Pasolini
- Société de production : Playhouse International Pictures, Public Television Playhouse Inc., Redwave Films et The Samuel Goldwyn Company
- Société de distribution : CTV International (France) et The Samuel Goldwyn Company (États-Unis)
- Pays :  États-Unis
- Genre : Comédie et film de gangsters
- Durée : 92 minutes
- Dates de sortie : 
  - Italie : 7 septembre 1995 (Mostra de Venise)
  - États-Unis : 25 octobre 1996
  - France : 12 novembre 1997

## Distribution
- William Forsythe : Sid Dunleavy
- Vincent Gallo : Russell Pataki
- Adam Trese : Jerry
- Gareth Williams : Ed the Cop
- LisaGay Hamilton : Betty
- Kim Dickens : Laurie
- Suzanne Shepherd (en) : Mother
- Nicole Burdette (en) : Chris
- Robert LuPone (en) : Ralph
- Sam Coppola : M. Kott
- Frances McDormand : June
- Douglas Seale : Old Man
- William Riker : Old Arthur
- Leonard Jackson : le chauffeur de bus
- William Duell : le convoyeur de fonds
- Peter McRobbie : le chef de la police
- Nesbitt Blaisdell : Old Fritz
- Bridgit Ryan : Enid